# Bob Schwarze
Bob Schwarze (1964) is een Nederlandse acteur, presentatiecoach en theaterdirecteur. 

## Loopbaan
Schwarze rondde in 1992 de Theateropleiding Eindhoven af. Hij speelde voor meerdere gezelschappen zoals Toneelgroep De Appel en Het Nationaal Toneel (Het Nationale Theater). Schwarze werd in 2005 directeur en artistiek leider van Literair Theater Branoul in Den Haag, waar hij samen met Manon Barthels vele toneelbewerkingen van iconische literatuur maakte.
Naast zijn toneelwerk, is Schwarze veelvuldig te zien in films en tv-series. In 2014 werd hij genomineerd voor een Gouden Kalf voor de beste mannelijke bijrol in de speelfilm Supernova. Daarnaast is hij te zien geweest in o.a. Feuten, Westenwind, Goudkust, TBS, Flikken Maastricht, Vechtmeisje, Willie en Nellie en Sint. 
Sinds 2018 heeft Schwarze een eigen bedrijf voor presentatiecoaching, waar hij zijn ervaring als acteur inzet om mensen te leren om goede presentaties te geven. 

## Prijs
In 2005 ontving Schwarze de Arlecchino, de theaterprijs voor beste mannelijke bijrol, voor zijn rol als Michel Djerzinski in het toneelstuk 'Elementaire deeltjes' van het Nationaal Toneel.